# COM (strojni vmesnik)
COM (COMmunication port, komunikacijska vrata) je prvotno ime za vmesnik za serijska vrata na osebnih računalnikih. Izraz se lahko nanaša na fizična vrata, pa tudi na virtualna vrata, kot so vrata adapterja za Bluetooth ali adapterja za USB in serijsko vodilo.